# 萊茨 (愛荷華州)
萊茨（英語：Letts）是一個位於美國愛荷華州路易莎縣的城市。

## 地理
萊茨的座標為41°19′45″N 91°14′11″W / 41.32917°N 91.23639°W，而該地的平均海拔高度為207米（即679英尺）。

## 人口
根據2010年美國人口普查的數據，萊茨的面積為1.53平方千米，當中陸地面積為1.53平方千米，而水域面積為0.00平方千米。當地共有人口384人，而人口密度為每平方千米250人。